# Jul, jul, strålande jul
Jul, jul, strålande jul er en svensk julesang fra 1921 med tekst af Edvard Evers og musik af Gustaf Nordqvist. Musikken er komponeret dels for solostemme, alternativt flerstemmigt kor og orgel eller piano, dels for kor. Sangen blev første gang udgivet på musikforlaget Abraham Lundquist AB, og var en af de mere almindeligt forekommende julesange i Sverige i 1900-tallet.
Sangteksten beskriver julen som hvid, altså snefyldt, og skildrer i øvrigt julens velsignelser samt indeholder et fromt ønske om at julen skal bringe fred på jorden.
Sangen findes også på engelsk og hedder "Wonderful Peace" med tekst af Norman Luboff.